# Bilwinki
Bilwinki (dawn. Bilwiny) – wieś w Polsce położona w województwie podlaskim, w powiecie sokólskim, w gminie Sokółka.
W latach 1975–1998 miejscowość administracyjnie należała do województwa białostockiego.
Wierni kościoła rzymskokatolickiego należą do parafii Najświętszego Ciała i Krwi Chrystusa w Sokółce.